# Francisco Jaílson de Sousa
Francisco Jaílson de Sousa (født 29. november 1986) er en brasiliansk fodboldspiller.